# Encovany
Encovany jsou vesnice, část obce Polepy v okrese Litoměřice. Nachází se asi 2 km na severozápad od Polep. V roce 2009 zde bylo evidováno 77 adres. V roce 2011 zde trvale žilo 171 obyvatel.
Encovany je také název katastrálního území o rozloze 5,34 km².

## Historie
Nejstarší písemná zmínka pochází z roku 1269.

## Obyvatelstvo
|                                                                    | 1869 | 1880 | 1890 | 1900 | 1910 | 1921 | 1930 | 1950 | 1961 | 1970 | 1980 | 1991 | 2001 | 2011 |
| ------------------------------------------------------------------ | ---- | ---- | ---- | ---- | ---- | ---- | ---- | ---- | ---- | ---- | ---- | ---- | ---- | ---- |
| Obyvatelé                                                          | 463  | 444  | 483  | 453  | 445  | 404  | 496  | 227  | 200  | 188  | 151  | 126  | 157  | 171  |
| Domy                                                               | 65   | 68   | 71   | 73   | 74   | 75   | 92   | 75   | 73   | 55   | 51   | 54   | 64   | 68   |
| Počet domů z roku 1961 zahrnuje také domy místní části Třebutičky. |      |      |      |      |      |      |      |      |      |      |      |      |      |      |

## Pamětihodnosti
- Encovany (zámek) – renesanční zámek z počátku 17. století, který vznikl přestavbou starší tvrze
- Kaple Andělů Strážců
- Zřícenina kaple svatého Václava v bývalé obci Prachová
- Výklenková kaplička
- Boží muka
- Venkovské domy a usedlosti čp. 7, 10, 16, 17
- Přírodní rezervace Holý vrch západně od vesnice
- Přírodní památka Stráně nad Suchým potokem východně od vesnice